# رودولفو ساندووال
رودولفو ساندووال (اسپانیایی: Rodolfo Sandoval‎؛ زادهٔ ۴ اکتبر ۱۹۴۸) بازیکن فوتبال اهل اروگوئه بود.
از باشگاه‌هایی که در آن بازی کرده‌است می‌توان به باشگاه فوتبال پنیارول اشاره کرد.
وی همچنین در تیم ملی فوتبال اروگوئه بازی کرده‌است.